# Cuphea empetrifolia
Cuphea empetrifolia är en fackelblomsväxtart som beskrevs av Joseph Nelson Rose. Cuphea empetrifolia ingår i släktet blossblommor, och familjen fackelblomsväxter. Inga underarter finns listade i Catalogue of Life.